# Casa di Benvenuto Cellini
La casa di Benvenuto Cellini è un edificio di Firenze, situato in via della Pergola 59.

## Storia e descrizione
Si tratta di un edificio modesto, sviluppato su quattro piani per quattro assi, sicuramente rimaneggiato in tempi sufficientemente recenti al piano terra, con il portone inusualmente collocato all'estremità destra.
Una memoria ricorda come in questa casa Benvenuto Cellini «...formò e gettò il Perseo e poi vi morì il 14 febbraio 1571». Secondo Fantozzi, che ricorda l'edificio come casa Gaspar (da identificare sicuramente con il ministro Gaetano Gasparri, che nel 1824 aveva acquistato anche l'adiacente edificio noto come casa Merciai), fu proprietà dello stesso Cellini.
| CASA DI BENVENUTO CELLINI NELLA QUALE FORMÒ E GETTÒ IL PERSEO E POI VI MORÌ IL 14 FEBBRAIO 1570 / 71 |

La rocambolesca fusione del Perseo è narrata nell'Autobiografia dell'artista: «E veduto che 'l metallo non correva con quella prestezza ch'ei soleva fare, conosciuto che la causa forse era per essersi consumata la lega per virtú di quel terribil fuoco, io feci pigliare tutti i mia piatti e scodelle e tondi di stagno, i quali erano in circa a dugento, e a uno a uno io gli mettevo dinanzi ai mia canali, e parte ne feci gittare drento nella fornace; di modo che, veduto ogniuno che 'l mio bronzo s'era benissimo fatto liquido, e che la mia forma si empieva, tutti animosamente e lieti mi aiutavano e ubbidivano; e io or qua e or là comandavo, aiutavo e dicevo: - O Dio, che con le tue immense virtú risuscitasti da e' morti, e glorioso te ne salisti al cielo! - di modo che innun tratto e' s'empié la mia forma; per la qual cosa io m'inginochiai e con tutto 'l cuore ne ringraziai Iddio; dipoi mi volsi a un piatto d'insalata che era quivi in sur un banchettaccio, e con grande appetito mangiai e bevvi insieme con tutta quella brigata; dipoi me n'andai nel letto sano ellieto» (2, LXXVII).
Alla morte dell'artista il laboratorio passò allo scultore Battista Lorenzi.